# 1770 a tudományban
Az 1770. év a tudományban és a technikában.

## Matematika
- Joseph Louis Lagrange publikálja a Reflexióm sur la résolution algébrique des équations (Észrevételek az egyenletek algebrai megoldásával kapcsolatban) című munkáját, ami új korszakot nyitott az algebra történetében.

## Őslénytan
- Maas folyón fekvő  közelében fekvő Maastrichtnál hatalmas állat csontjait találják meg. Később a mosasaurusnak nevezték el.

## Díjak
- Copley-érem: William Hamilton

## Születések
- január 26. – Niccolò Cacciatore csillagász († 1841)
- április 9. – Thomas Johann Seebeck fizikus († 1831)

## Halálozások
- december 5. – James Stirling matematikus (* 1692)